# Адріан Ніньйо
Адріа́н Ні́ньйо Ере́дія (ісп. Adrián Niño Heredia; нар. 19 червня 2004) — іспанський футболіст, нападник клубу «Малага».

## Клубна кар'єра

### «Атлетіко» (Мадрид)
Вихованець команд «Кадіс», «Ротенья», «Атлетіко Санлукеньйо» та «Атлетіко» (Мадрид). 13 лютого 2023 року продовжив контракт до літа 2027 року. 26 серпня 2023 року дебютував за резервну команду в матчі Прімери Федерасьйон проти «Антекери». 10 вересня в поєдинку проти «Сеути» забив свій перший гол у кар'єрі.
18 січня 2025 року дебютував в основному складі «Атлетіко» в матчі Ла-Ліги проти «Леганеса», вийшовши на заміну.

### «Малага»
15 липня 2025 року перейшов у клуб Сегунди «Малага», підписавши чотирирічний контракт. Сума трансеру становила близько 500 тис. євро.

## Кар'єра в збірній
Виступав за збірні Іспанії до 18, до 19 і до 20 років.

## Особисте життя
Син колишнього футболіста Фернандо Ніньйо. Його брат Фер Ніньйо також професіональний футболіст і виступає за «Бургос».

## Статистика виступів
Станом на 17 травня 2025 
| Клуб              | Сезон             | Чемпіонат           | Чемпіонат | Чемпіонат | Кубок | Кубок | Єврокубки | Єврокубки | Інші  | Інші | Всього | Всього |
| Клуб              | Сезон             | Дивізіон            | Матчі     | Голи      | Матчі | Голи  | Матчі     | Голи      | Матчі | Голи | Матчі  | Голи   |
| ----------------- | ----------------- | ------------------- | --------- | --------- | ----- | ----- | --------- | --------- | ----- | ---- | ------ | ------ |
| Атлетіко Мадрид Б | 2023–24           | Прімера Федерасьйон | 37        | 8         | —     | —     | —         | —         | 0     | 0    | 37     | 8      |
| Атлетіко Мадрид Б | 2024–25           | Прімера Федерасьйон | 32        | 10        | —     | —     | —         | —         | —     | —    | 32     | 10     |
| Атлетіко Мадрид Б | Всього            | Всього              | 69        | 18        | 0     | 0     | 0         | 0         | 0     | 0    | 69     | 18     |
| Атлетіко (Мадрид) | 2024–25           | Ла-Ліга             | 1         | 0         | 0     | 0     | 0         | 0         | 0     | 0    | 1      | 0      |
| Малага            | 2025–26           | Сегунда Дивізіон    | 0         | 0         | 0     | 0     | —         | —         | —     | —    | 0      | 0      |
| Всього за кар'єру | Всього за кар'єру | Всього за кар'єру   | 70        | 18        | 0     | 0     | 0         | 0         | 0     | 0    | 70     | 18     |